# Fee

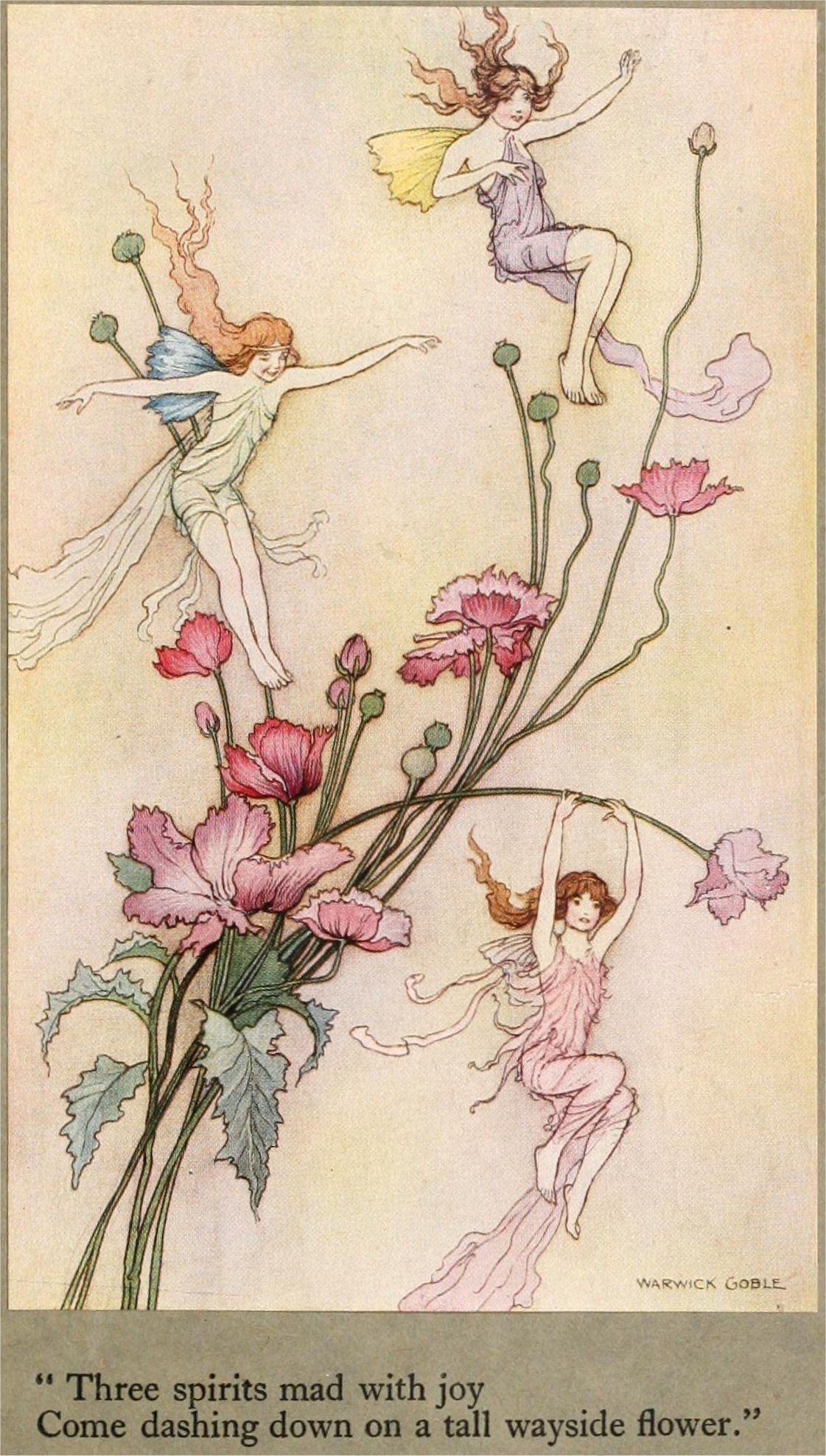
Die heute populäre Vorstellung von Feen als winzigen Frauen und ihre Assoziation mit Blumen wurde von William Shakespeare (1564–1616) erfunden. Englische Künstler des 18. Jahrhunderts ergänzten dieses Bild um Insektenflügel. Die Vorstellung der winzigen, geflügelten und naturverbundenen Fee wurde schließlich durch die viktorianische Literatur des 19. Jahrhunderts weit verbreitet. (Kinderbuchillustration von Warwick Goble, 1920)

Das deutsche Wort Fee bezeichnet eine Art von übernatürlichen Wesen aus Kunst und Religion. Unter einer Fee wird heute oft eine schöne, magisch begabte Frau verstanden, die Menschen gegenüber meist gut, aber auch bösartig auftreten kann. Die Figur der Fee stammt aus der französischen Literatur, aus der sie zwei Mal ins Deutsche sowie in viele andere Sprachen übernommen wurde. Was unter einer Fee genau vorgestellt wird, unterscheidet sich je nach zeitlichem und regionalem Kontext.
Die genaue Herkunft der Figur ist unklar. Das Wort taucht in der altfranzösischen und normannischen höfischen Dichtung des 12. Jahrhunderts erstmals als fae bzw. fay auf. Es stammt von lateinisch fata („Schicksal“) und war ursprünglich vermutlich ein Verb bzw. Adjektiv, das in etwa „verzaubern“ und „verzaubert“ bedeutete. Das Wort wurde in der französischen Dichtung wohl benutzt, um keltische Sagenfiguren zu beschreiben. Daraus entwickelte sich eine beliebte Kategorie von Figuren, die über den Einfluss der französischen Kultur auch in die mittelalterliche Dichtung des weiteren Europas einging, insbesondere als fei in die deutsche und als fairy in die englische. Die Feen der mittelalterlichen Dichtung waren meist schöne, mächtige und magisch begabte Männer und Frauen, die als Helfer oder Geliebte der menschlichen Protagonisten auftreten. Bekannte Beispiele sind Morgan le Fay und der Feenkönig Oberon. Unter dem Einfluss der italienischen Literatur entstand Ende des 17. Jahrhunderts in Frankreich die Gattung des Feenmärchens (conte des fées). In diesen für das Publikum der literarischen Salons verfassten Geschichten treten häufig die namensgebenden guten oder bösen fées auf, etwa in der Rolle der Feenpatin. Das Genre der Feenmärchen wurde im 18. Jahrhundert auch im deutschen Sprachraum populär und die Figur der fée als Fee zum zweiten Mal ins Deutsche übernommen. Ein bekanntes Feenmärchen ist Dornröschen, in dem mehrere gute und eine böse Fee über das Schicksal der Prinzessin entscheiden.
Mit der normannischen Eroberung Englands kam die mittelalterliche französische Feendichtung auf die Britischen Inseln. Aus der höfischen Kultur übernahm die angelsächsische Bevölkerung den Begriff fairy (Mehrzahl fairies) für die elves genannten Wesen ihrer eigenen Tradition. Die Feen wurden damit auch zu schädlichen Wesen, die beispielsweise Krankheiten bringen oder Kinder stehlen und gegen Wechselbälger austauschen. Gleichzeitig entstand die Idee, dass die fairies in einem ebenfalls fairy genannten Feenland leben, das von einem edlen und schönen Königspaar regiert wird, dem Feenkönig und der Feenkönigin. Sehr einflussreich wurde das Feenbild, das der frühneuzeitliche Schriftsteller William Shakespeare (Ein Sommernachtstraum) entwarf. Seine Vorstellung von den fairies beeinflusste nicht nur die Kunst, sondern wirkte auch wieder auf die Volkserzählungen und den Feenglauben zurück. Unter anderem durch den Einfluss der conte des fées Literatur setzte sich im 19. Jahrhundert eine heute typische Vorstellung durch: Fairies sehen aus wie winzige Menschen mit Insektenflügeln, sind mit Tieren und Pflanzen verbundene Naturgeister und sie haben eine besondere Verbindung zu Kindern. Über die englische Literatur sowie durch die Darstellungen in Filmen (insbesondere Disneyfilmen wie Peter Pan (1953)) wurde diese Vorstellung weltweit verbreitet.
Das englische Wort fairy hat daneben eine viel breitere Bedeutung als das deutsche Fee. In der englischsprachigen Forschungsliteratur wird fairy auch oft als etischer Sammelbegriff für alle möglichen übernatürlichen Wesen verwendet, unabhängig davon, wie diese Wesen von den Akteuren selbst genannt werden. So können beispielsweise die Elben und Unholde aus frühneuzeitlich deutschen Texten in der englischen Fachliteratur als fairies bezeichnet werden.
Die Geschichte der Feentraditionen ist durch eine starke Wechselwirkung zwischen Volkskultur und literarischer Kultur geprägt. Volkserzählungen, Literatur, Kinofilme und andere Medien beeinflussen sich gegenseitig in ihrer Darstellung der Feen. Dies hat wiederum eine Rückwirkung auf die Menschen, die an diese Zwischenwesen glauben: Was sie berichten gesehen und erlebt zu haben, ist oft abhängig davon, wie die Feen im jeweiligen kulturellen Kontext vorgestellt werden.

## Etymologie
Die genaue Wortgeschichte von Fee und Fairy ist unklar und umstritten. Im 12. Jahrhundert taucht in der höfischen Dichtung altfranzösischer und anglonormannischer Sprache erstmals das Wort fai, fae oder fay auf. Dieses scheint auf lateinisch fata („Schicksal“; von fatum „das Gesagte“) zurückzugehen. In der älteren Forschung wurde angenommen, dass frühmittelalterliche Autoren dies als ein Singularwort für „die Göttin“ fehlgedeutet und daraus wiederum den Plural fatae („die Göttinnen“) gebildet hätten. Mit fatae seien sowohl die römischen Schicksalsgöttinnen (Parcae) als auch die in Dreiergruppen auftretenden keltischen Matronae bezeichnet worden. Im Altfranzösischen sei schließlich das „t“ verloren gegangen, so dass fata zu fa’a und fae geworden sein soll. Dieses Wort habe zunächst eine magisch begabte Frau bezeichnet, daraus sei später faierie als Wort für Zauberei und das Feenland entstanden. Dieses wiederum sei als Pluralform für die magischen Wesen fehlverstanden und fairie als neuer Singular gebildet worden.
Diese sehr spekulative und im Detail unbelegte Wortgeschichte ist ab den 1980er Jahren vom Anglisten und Volkskundler Noel Williams (1952–2021) in Frage gestellt worden. Williams weist darauf hin, dass die altfranzösischen und mittelenglischen Begriffe (etwa fee, fae, fay, fairy) meist als Verben („verzaubern“) und Adjektive bzw. Partizipien („verzaubert“) verwendet wurden. Das Wort modifiziert oft ein Nomen (etwa fairy knit „magischer Ritter“), tritt aber nur sehr selten selbst als eines auf. Tatsächlich habe sich aus dem lateinischen fata also ein Begriff entwickelt, der in etwa „vom Schicksal bestimmt“ (englisch fated) bedeutet habe. Damit seien Phänomene bezeichnet worden, die außerhalb menschlicher Kontrolle lagen. Englisch fairy, italienisch fada und spanisch fada oder hada seien alle parallel und unter gegenseitiger Beeinflussung aus diesem Begriff entstanden. Daraus habe sich erst allmählich die Bedeutung als Gattungsbezeichnung für magische Wesen entwickelt. Williams nimmt an, dass das altfranzösische fay in der höfischen Literatur als ein Sammelbegriff verwendet wurde, mit dem verschiedene übernatürliche Wesen aus den Traditionen der keltischsprachigen Bevölkerung der Bretagne und der Britischen Inseln zusammengefasst wurden. Dabei habe es sich um eine Fremdbezeichnung gehalten, die Kelten selbst hätten keinen übergeordneten Gattungsbegriff dieser Art gehabt.
Williams konnte aus englischen Texten bis 1829 ein Korpus von etwa 50 verschiedenen Schreibweisen für fairy, Faerie, Pharie, Feyrie, Ffeyre usw. sammeln. Dabei dürfte es sich um graphemische Varianten des Phonems /fɛəri/ bzw. /fei/ handeln. Dazu kommen wohl verwandte Begriffe, die volksetymologisch aufgrund von Homonymie oder Homophonie gebildet wurden. So ist der Ausdruck farefolkis wohl aus fair folk („schönes Volk“) zusammengesetzt, einem weit verbreiteten Euphemismus für fairies.
Das französische Wort wurde zweimal ins Deutsche übernommen. Zuerst wurde im Hochmittelalter die altfranzösische fae in die mittelhochdeutsche Dichtung als Fei, Feie oder Feine übernommen und hielt sich anschließend bis ins Frühneuhochdeutsche als Kompositum in den Fabelwesen Meerfei und Waldfei. Danach ging das Wort wieder verloren. Im 18. Jahrhundert wurde unter dem Einfluss der beliebten Conte des fées Literatur (siehe unten) die französische fée als Fee erneut ins Deutsche entliehen. Der von manchen Autoren unternommene Versuch das ältere Fei wiederzubeleben, setzt sich nicht durch. Im 19. Jahrhundert entstand schließlich das Verb feien. Vor oder gegen etwas gefeit zu sein bedeutet, (durch Feenmacht) davor geschützt zu sein. In der Infektionsepidemiologie existiert die davon abgeleitete Fachbezeichnung „stille Feiung“. Feien wurde unter Rückgriff auf das mittelalterliche Fei bzw. auf das mittelhochdeutsche Verb feinen gleicher Bedeutung neu gebildet.

## Fées im französischen Sprachraum

### Fays im Mittelalter

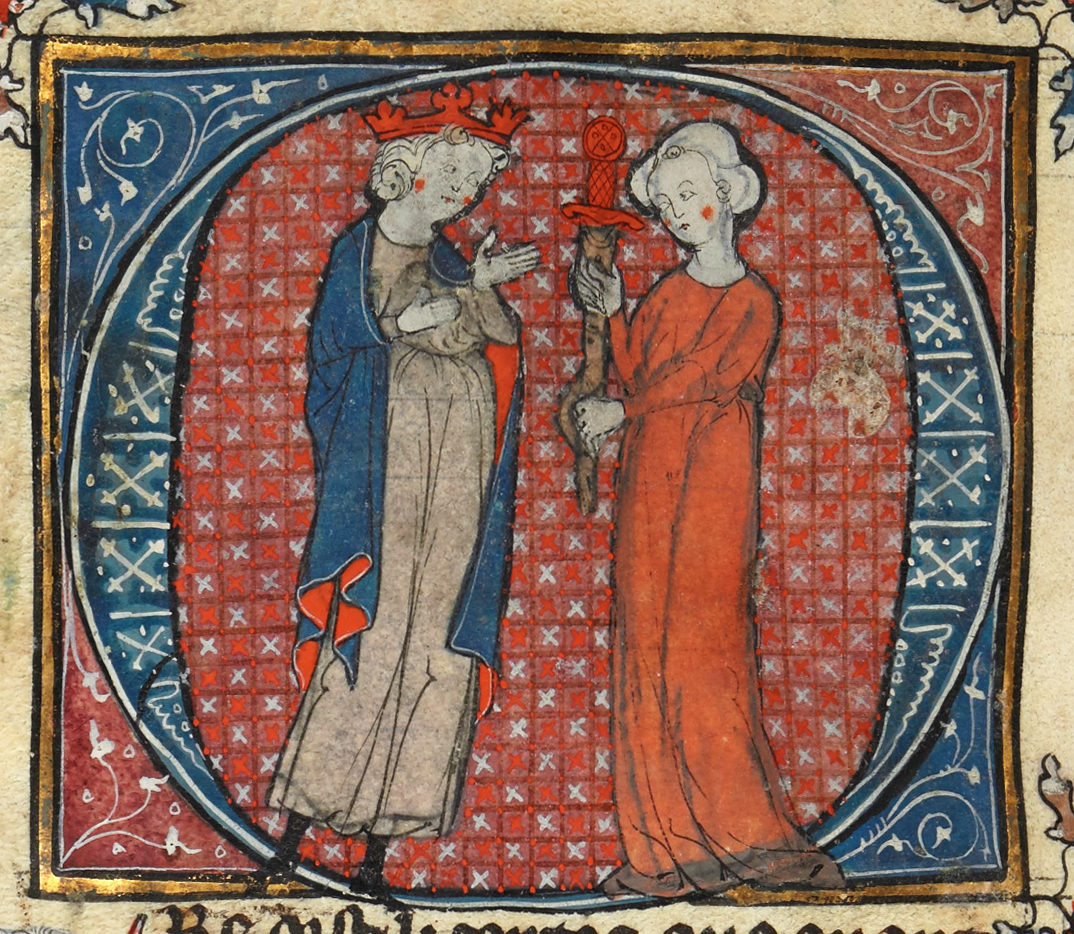
König Artus und Morgana. Buchmalerei aus der Suite de Merlin, 14. Jahrhundert.

In den Chanson de geste, altfranzösischen Heldenliedern des 12. und 13. Jahrhunderts, tauchen erstmals als fai, fae oder fay bezeichnete Männer und Frauen auf. Die moderne Forschungsliteratur zählt auch solche Wesen zu den Feen, die in den mittelalterlichen Texten nicht so genannt werden, den so bezeichneten Figuren aber ähneln. Damit werden etwa auch die magischen Figuren bei Marie de France zu den Feen gerechnet. Die heute als Feen zusammengefassten Wesen sind so unterschiedlich, dass es unmöglich ist zu definieren, was diese Feen ausmacht. Diese schönen, weisen, mächtigen und magisch begabten Figuren treten häufig als Beschützer, Berater oder Geliebte der ritterlichen Helden auf und machen ihnen wertvolle Geschenke wie Waffen, Kleidung und magische Gegenstände. Diese Wesen spiegeln in ihrem Lebensstil die Idealvorstellungen der zeitgenössischen menschlichen Elite wider. Die Geschichten lassen häufig offen, ob diese Figuren nur magisch begabte Menschen oder übermenschliche Wesen sind. Die wohl einflussreichste dieser Erzählungen war das Lied von Huon de Bordeaux, das den zwergenhaften König Auberon einführt. Die Geschichte handelt vom Ritter Huon, der den Sohn Karls des Großen tötete und zur Sühne eine Reihe eigentlich unmöglicher Aufgaben bestehen muss. Diese gelingen ihm mit der Hilfe Auberons. Im 13. Jahrhundert entstand die Gattung des höfischen Romans. Der einflussreiche Autor Chrétien de Troyes begründete hier die sogenannte Artusepik um König Artus und die Ritter der Tafelrunde. Chrétien lässt eine Reihe von fays auftreten, darunter die berühmte Morgan le Fay, beschrieb diese Figuren aber meist als menschlich. Morgana ist bei ihm Artus’ Schwester. Morgana und Auberon werden erst in der Literatur des 15. Jahrhunderts zu Vertretern einer eigenen Spezies namens „Feen“.
Die französische höfische Literatur wurde im mittelalterlichen Europa außerordentlich populär, ihre Stoffe und Motive wurden u. a. auch in der englischen und deutschen Dichtung aufgegriffen (s. u.). Sehr beliebt war das Motiv der feenhaften Geliebten, das häufig in Erzählungen verarbeitet wurde die in der modernen Forschung als Fälle von „(gestörter) Mahrtenehe“ klassifiziert werden. Dabei handelt es sich um Geschichten, in denen ein menschlicher Mann eine Liebesbeziehung mit einer übernatürlichen Frau eingeht. Diese Beziehungen scheitern oft daran, dass der Mann ein von seiner Geliebten gefordertes Tabu bricht und sie ihn daher wieder verlässt. Manchmal gelingt dem Mann später eine Versöhnung mit der Frau und sie nimmt ihn zurück. Für das adelige Publikum lag der Reiz dieser Dichtungen in dem Ausbruch aus den Regeln der Feudalgesellschaft bei gleichzeitiger Erfüllung adeliger Wunschvorstellungen: Der ritterliche Held wird nicht in eine arrangierte Ehe gezwungen, sondern geht eine durch Liebe und Erotik geprägte Beziehung ein, die Fee schenkt ihm Reichtum, die Herrschaft über ihr Reich und macht ihn durch die gemeinsamen Kinder zum Stammvater eines besonderen Adelsgeschlechts. Zeitgenössische Theologen missbilligten diese Erzählungen häufig, da Feen in ihrem Weltbild nur als Dämonen erklärt werden konnten. Um diesen Konflikt zu entschärfen, wurde in den Dichtungen oft Wert darauf gelegt, die Feen als gute Christinnen darzustellen und vom Dämonenverdacht zu befreien. Die Figur der Fee ist im Laufe der Zeit immer weiter abgeschwächt worden, bis sie schließlich zu einer gewöhnlichen Hofdame wurde. Bei Marie de France erscheinen Feen noch als mächtige andersweltliche Herrscherinnen und Zauberinnen, die auch gegenüber Männern selbstbewusst auftreten können. Bei Chrétien de Troyes und schließlich Hartmann von Aue wurden Macht und Auftreten der Feen verringert, insbesondere wenn die Feen in diesen jüngeren Geschichten schließlich durch Heirat mit einem Ritter in die höfische Gesellschaft integriert werden.
Die mittelalterliche Feendichtung war fiktional, galt dem Publikum aber nicht notwendigerweise als unrealistisch. Feen und Magie sowie die Drachen, Riesen und anderen Fabelwesen, die in diesen Geschichten auftauchen, erschienen im mittelalterlichen Weltbild als durchaus plausibel. Am Übergang zur Frühen Neuzeit versuchte der einflussreiche Gelehrte Paracelsus mit seiner Elementargeisterlehre solche Ideen von der Mahrtenehe zu rationalisieren. Bei der mittelalterlichen Feendichtung handelt es sich daher nicht um phantastische Literatur, d. h. um Literatur die bewusst Unrealistisches beschreibt.

### Fées in der Frühen Neuzeit
Ende des 17. Jahrhunderts entstand in Frankreich aus dem Genre der fable heraus die neue Gattung des conte de(s) fées (dt. „Geschichten über Feen“), in der die Protagonisten mit guten und bösen fées interagieren. Diese Erzähltradition kombinierte Volkserzählungen mit den Normen der höfischen Literatur. Wichtige Autoren der ersten Phase (1690–1705) waren Marie-Catherine d’Aulnoy, Marie-Jeanne Lhéritier de Villandon, Charles Perrault und andere. Diese Autoren formten Volkserzählungen nach dem Vorbild des höfisch-heroischen und des psychologischen Romans um. Dies zeigt sich etwa in der beschriebenen Ständeordnung, den Abenteuerszenen, der prunkvoll beschriebenen Architektur und Kleidung sowie der zentralen Rolle des Themas Liebe. In der zweiten Phase ab 1705 wird der conte de fées durch die französische Rezeption orientalischer Erzählungen beeinflusst, etwa durch Antoine Gallands Übersetzung von Tausendundeine Nacht (1704–1717). Der Einfluss zeigt sich nicht nur in neuen Handlungsorten, sondern auch in der Thematik um Träume und Seelenwanderung sowie in der expliziter werdenden Erotik. Gleichzeitig verliert die Gattung zunehmend ihren Bezug zu den Volkserzählungen und baut stattdessen auf ihre eigene Tradition auf. Die Geschichten werden ironisch und moralisierend. Die Feen, die gattungstypisch in das Leben der Menschein eingreifen, werden hier zu deren aufklärerischen Lehrern. Zu den vielen Autoren der zweiten Phase gehören u. a. Antoine D’hamilton, Jacques Cazotte, Marie-Madeleine de Lubert (1702–1785) und Thémiseul de Saint-Hyacinthe (1684–1746). Auch Jean-Jacques Rousseau verfasst ein Feenmärchen (La reine Fantasque, 1754). Voltaire prägte das eigene Untergenre des contes philosophiques. Der conte de fées war eine Literaturgattung des Ancien Régime und endete mit der Französischen Revolution (1789). Der conte des fées erwies sich als außerordentlich populär und seine Geschichten gingen im Laufe der Jahrhunderte in das Repertoire der Volkserzählungen ein. Tatsächlich handelt es sich wohl bei vielen der im 19. und 20. Jahrhundert im französischen Sprachraum gesammelten „Volksmärchen“ tatsächlich um an die Voraussetzungen des mündlichen Erzählens angepasste Geschichten aus der höfischen conte des fées Literatur des 18. Jahrhunderts. Im Französischen hat conte de fées, genau wie das davon abgeleitete englische fairy tale und das italienische racconto di fate, heute etwa die gleiche breite Bedeutung wie das deutsche Wort Märchen, unabhängig davon, ob in den Geschichten Feen auftreten.
Das Genre des conte des fées wurde von der Gräfin Marie-Catherine d’Aulnoy erfunden und nachhaltig geprägt. Sie verfasste etwa ein Drittel aller Geschichten der ersten Phase. 1697 erschien ihre Geschichtensammlung Les contes des fées, die der neuen Gattung ihren Namen geben sollte. D’Aulnoy erfand damit erstmals einen Gattungsnamen für die im Deutschen heute als Märchen bezeichneten Geschichten und wies darin den übernatürlichen Wesen namens fées einen zentralen Platz zu. Sie las ihre Geschichten in den literarischen Salons von Paris vor, als Unterhaltung für erwachsene Adelige, vor allem Frauen. Auch die von d’Aulnoy inspirierten weiteren Autoren des Genres waren vielfach Frauen (die sog. conteuses) wie Marie-Jeanne Lhéritier de Villandon, Henriette-Julie de Murat (1668–1716) und Catherine Durand (1650–1712). Der Literaturwissenschaftler Jack Zipes macht mehrere Gründe dafür aus, weswegen Geschichten über fées für die Frauen so attraktiv waren. Erstens konnten sie sich mit diesen mächtigen weiblichen Wesen identifizieren und mit Feengeschichten einen Gegenpol gegen ihr durch die Vorschriften des Adels und der katholischen Kirche stark eingeschränktes Leben setzen. Mit Feengeschichten ließ sich zudem verschleierte Kritik an den als dekadent, verlogen und misshandelnd dargestellten Institutionen Staat und Kirche üben. Daneben treten fées in Volkserzählungen und nun in der Literatur häufig als Hebammen, Kindermädchen und Patinnen auf, also als magische Versionen von wichtigen Bezugspersonen der Frauen. Während die frühere Forschung davon ausging, dass d’Aulnoy und die conteuses einheimische französische Volksmärchen ihrer Zeit verarbeitet hätten ist heute klar, dass sie deutlich durch ältere italienische Literatur inspiriert waren, vor allem die Geschichtensammlungen von Giambattista Basile und Giovanni Francesco Straparola. Einen wichtigen Einfluss stellte auch das aus Italien stammende Operngenre féerie dar, prunkvoll inszenierte Geschichten, in denen fées, Hexen, Göttinnen und andere übernatürliche Wesen auftreten. Es lässt sich zudem eine starke Intertextualität feststellen: D’Aulnoy und die conteuses schrieben ihre Texte mit vielen Anspielungen auf die antike Literatur (z. B. die Metamorphosen des Ovid) und vielleicht auch auf mittelalterliche oder volkstümliche Geschichten von Morgan le Fay und Melusine.

## Fairies im englischen Sprachraum

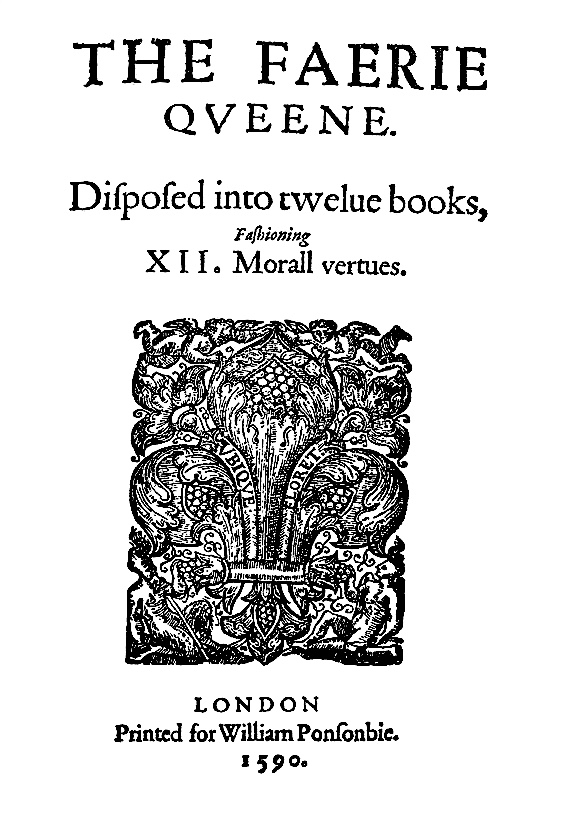
Das Frontispiz der Erstausgabe von Edmund Spensers epischem Gedicht The Faerie Queene.

Nach der normannischen Eroberung Englands (1066) führten die neuen Herrscher die französische Sprache und Kultur, und damit auch die französische höfische Dichtung mit ihren fays, als Elitenkultur ein. Das englische Wort fairy erscheint erstmals im mittelenglischen Auchinleck Manuscript (um 1330) und bleibt in seiner Verwendung lange auf die höfische Literatur (romance, lay) beschränkt. Das Wort wurde zunächst meist als Adjektiv gebraucht und bedeutet „seltsam“, „magisch“ oder „verzaubert“. Erst im 15. Jahrhundert wird es zur Bezeichnung für bestimmte Wesen. Ob das in der angelsächsischen Dichtung verbreitete Wort faege („todgeweiht“, vielleicht durch weibliche Schicksalsmächte wie Walküren) zuvor einen Einfluss auf das französische Wort ausgeübt hatte, ist unklar.
Einflussreiche britische Volkskundler des 20. Jahrhunderts wie Katharine Mary Briggs (1898–1980) und Jeremy Harte hatten die von ihnen erforschten fairy-Traditionen mit essentialistischen Vorannahmen betrachtet. Das heißt, sie gingen von einer einzigen (oft „keltischen“) Tradition aus, die über alle Jahrhunderte hinweg und in allen Regionen im Wesentlichen die Gleiche gewesen sei. Die vielen sozialen Veränderungen zwischen Mittelalter und Moderne hätten also keinerlei Auswirkungen auf das Weltbild der bäuerlichen Bevölkerung gehabt. Neuere Studien widmen sich dagegen meist Spezialaspekten, etwa den sozialen Funktionen von fairy-Geschichten und wie diese die kulturelle und politische Situation ihrer Zeit widerspiegeln. Der Historiker Ronald Hutton legte in einem 2014 erschienenen Artikel erstmals einen umfassenden geschichtswissenschaftlichen Überblick über die britischen fairy-Traditionen vor. In dieser Arbeit verfolgt er die historischen Veränderungen dieser Traditionen vom 11. bis zum 17. Jahrhundert. Hutton unterscheidet zwei große Phasen der britischen fairy-Tradition, das Spätmittelalter und die Frühe Neuzeit. Zwischen den beiden Phasen verortet er die Entstehung der Idee vom Feenreich sowie die Übernahme dieser Vorstellung aus der höfischen Literatur in die breite Bevölkerung.

### Fairies im Mittelalter
Nach Hutton fällt die erste Phase in das Spätmittelalter. Mitte des 13. Jahrhunderts lassen sich hier drei verschiedene Traditionsstränge erkennen: Erstens ein auf die Angelsachsen zurückgehender Glaube an verführerische aber schädigende elves. Zweitens die internationale höfische Literatur über schöne und mächtige fays (s. o.). Und drittens schließlich die gelehrten Texte von Autoren wie Giraldus Cambrensis, Gervasius von Tilbury, William of Newburgh und anderen. Diese Autoren der dritten Traditionslinie sammelten Berichte von angeblichen Kontakten zwischen Menschen und nichtmenschlichen Wesen, die sich nicht in die theologische Unterscheidung von Engeln und Dämonen einordnen ließen. Im Gegensatz zur rein fiktiv angelegten höfischen Dichtung wurden die Geschichten aus diesen gelehrten Sammlungen als tatsächlich passiert präsentiert. Weder insgesamt, noch innerhalb der drei genannten Traditionsstränge lässt sich eine systematisierte Lehre von den fairies feststellen, aber Elemente aus diesen drei Strängen kommen später in den heute als fairies bezeichneten Wesen zusammen.
In der um 1330 entstandenen Auchinleck Manuscript Handschrift finden sich die ältesten englischsprachigen Erzählungen, in denen explizit als fairy bezeichnete Wesen auftreten: Sir Launfal, Sir Degaré und Sir Orfeo. Diese Wesen können weiblich oder männlich sein, der Vater des Titelhelden Sir Degaré beispielsweise ist ein „fairy knyghte“. Die fairies der mittelenglischen Dichtung sind keine eigene Spezies, sondern sehen aus und verhalten sich wie Menschen, sie verlieben sich in Menschen, nehmen diese in ihr Reich auf und zeugen Kinder mit ihnen. Oft werden sie als fromme Christen beschrieben. Was sie von Menschen unterscheidet sind ihr Aufenthalt in nur schwer zu betretenden Welten sowie ihre magischen Fähigkeiten. Die Feenwelt wird in Landschaft, Gesellschaft und höfischem Leben als der Menschenwelt entsprechend beschrieben, unterscheidet sich von dieser aber durch opulenten Reichtum und gewisse magische Elemente, beispielsweise endlos brennende Kerzen. Sie zeigen auch dieselbe Gewalttätigkeit, wie sie die Menschen in diesen Geschichten begehen: die fairies kämpfen, töten, foltern und vergewaltigen. Gleichzeitig erweisen die männlichen und weiblichen fairies sich ihren menschlichen Partnern gegenüber aber auch als treue Geliebte.
Hier verortet Hutton auch die Gleichsetzung von fairies und elves sowie die Entstehung der Idee von einer magischen Parallelwelt namens fairy. So reist der Held in Sir Orfeo in das Reich des Pluto, dem „King of Fayré“ und in Geoffrey Chaucers Erzählung Sir Thopas (1387) möchte der Protagonist „the Queen of Faierye“ für sich gewinnen. Das Feenreich fairy, in dem fairy king und fairy queen über das Volk der fairies bzw. elves herrschen, entwickelte sich zu einem beliebten Motiv der englischen Literatur und wurde im 15. Jahrhundert auch in der höfischen Literatur von Schottland und Wales übernommen. Beispielsweise wird im Buchedd Collen, der Vita eines walisischen Mönchs, die Sagengestalt Gwyn ap Nudd nun nicht nur als König von Annwn bezeichnet, sondern auch als „King of the Fairies“. Ebenfalls im 15. Jahrhundert übernahm die einfache englischsprachige Bevölkerung die Idee vom Feenreich fairy und nahm fairies als Bezeichnung für die von ihnen vorher als elves bezeichneten Wesen an. Damit entstand eine Art Systematisierung, in der die verschiedenen Wesen des Volksglaubens nun als ein Volk aus einem parallelen Königreich verstanden wurden. Es finden sich etwa Gerichtsakten zu Frauen, die angaben von den feyry magisches Wissen und die Fähigkeit zum Heilen gewonnen zu haben. Andersherum wurden die fairies nun für Krankheiten verantwortlich gemacht, sie werden also mit den schädlichen Aspekten der elves belegt.

### Fairies in der Frühen Neuzeit
Als zweite Phase und gleichzeitigen Höhepunkt der britischen fairy-Tradition macht Hutton das Zeitalter der Reformation und Renaissance (1560–1640) aus. Die fairies und ihr Reich waren in diesem Zeitraum ein sehr beliebtes Thema in Literatur und Theater, gleichzeitig waren der Glaube an diese Wesen bzw. das Spekulieren über sie auch unter Gelehrten und in der normalen Bevölkerung verbreitet.
Im Bereich der Renaissanceliteratur waren die wohl einflussreichsten Autoren William Shakespeare (A Midsummer Night’s Dream, um 1596) und Edmund Spenser (The Faerie Queene, um 1595), beide begründeten mit ihren Werken ein anhaltendes literarisches Interesse am Thema der fairies. Mittelalterliche Figuren wie Robin Goodfellow und der Feenkönig Oberon wurden hier zu ihrer heutigen Form ausgebaut. Durch den Einfluss Spensers wird das Feenreich nun häufiger als von einer Königin regiert vorgestellt, zuvor traten eher männliche Könige auf. Das fairyland, in dem die ewig jungen und schönen Monarchen in Reichtum leben und sich der Muße hingeben können, wurde zu einer beliebten Allegorie auf den Adel. Insbesondere Elisabeth I. wurde in Werken oft als fairy queen dargestellt. Henry, Prince of Wales spielte in einem Maskenball selbst den fairy king Oberon. Literarische Werke über das Land der fairies dienten aber auch der Kritik am als hedonistisch verurteilten Lebensstil des Adels. Diese literarische Tradition verarbeitete einige Elemente der Volkserzählungen und wirkte auch wieder auf diese zurück. Dies lässt sich beispielsweise an der Körpergröße der fairies nachvollziehen. In englischen Volkserzählungen wurden fairies oft als kleinwüchsig beschrieben, sie seien so groß wie menschliche Kinder. Dieses Narrativ wurde von Shakespeare übernommen und zum komödiantischen Effekt auf eine winzige Größe gebracht. In A Midsummer Night's Dream stellt er der menschengroßen Feenkönigin Titania ein Gefolge aus winzigen Dienern bei, die so klein sind, dass sie in die Schalen von Ahornfrüchten klettern können. Im kurz darauf erschienenen Romeo and Juliet (1597) ist dann auch die Feenkönigin Mab so klein, dass sie in einem Wagen fährt, der aus einer Haselnussschale gebaut wurde. Die Idee von den winzigen fairies wurde in der Folge nicht nur von anderen Schriftstellern übernommen, sondern findet sich seit 1620 auch zunehmend in Volkserzählungen.
Gleichzeitig scheint der Glaube an fairies in der Bevölkerung auch stärker verbreitet gewesen zu sein als zuvor. Darauf deutet zum Beispiel hin, dass es zwischen 1595 und 1614 zu einer Häufung von Trickbetrügereien kam, in denen Geld dafür verlangt wurde, Menschen mit der fairy queen in Kontakt zu bringen. Hexenprozessakten zeigen, dass überall auf den Britischen Inseln Menschen fairies und vor allem die fairy queen als Quellen ihrer übernatürlichen Fähigkeiten angaben. Von den fairies wollten sie meist Heilkunst und Wahrsagerei gelernt haben. Schottische Hexentheoretiker (darunter König James VI.) hielten den Kontakt mit fairies dagegen für ein zentrales Merkmal der Hexerei. Menschen, die angaben mit fairies Umgang gehabt zu haben oder von denen dies behauptet wurde, wurden verfolgt. Die Theologen waren sich uneins darüber, ob fairies nun real existierende Dämonen oder nur eine (durch den Teufel oder schlechte psychischer Verfassung verursachte) falsche Einbildung seien. In England spielte der Vorwurf vom Umgang mit fairies eine viel kleinere Rolle, hier wurden angeblichen Hexen stattdessen beschuldigt, mit einem spiritus familiaris umzugehen. Auch Hofmagier wie Simon Forman und John Dee versuchten fairies zu beschwören und zu kontrollieren.
Trotz der großen Popularität des fairy-Themas im 16. und 17. Jahrhundert gab es keine einheitliche Lehre und Beurteilung bezüglich dieser Wesen. So konnte James VI. Menschen für ihren angeblichen Umgang mit fairies verfolgen lassen, während sein Sohn Henry gleichzeitig als edler fairy king Oberon auftrat. Hutton nimmt dennoch an, dass im frühneuzeitlichen England, Wales und den schottischen Lowlands eine homogene Vorstellung vom fairy realm mit seinen fairy monarchs entstanden sei. Diese habe sich im Laufe der Zeit zu der regionalen Vielfalt diversifiziert, die später moderne Volkskundler aufgezeichnet haben. Hutton vermutet, dass die Konstruktion des fairy realms ähnlich verlaufen sei, wie die Entwicklung der Hexenlehre: Diverse mittelalterliche Vorstellungen seien im 15. Jahrhundert von Gelehrten aufgegriffen, modifiziert und zu einem kohärenten System zusammengefasst worden.

### Fairies in der Moderne
Die britische fairy-Tradition durchlief seit dem 17. Jahrhundert noch weitere Veränderungen, etwa was die populären Vorstellungen vom Aussehen dieser Wesen betrifft. Als einflussreich erwies sich hier die Gleichsetzung von fairies und Sylphen, den fliegenden Luftgeistern aus der Elementargeisterlehre des Paracelsus. In seinem satirischen Epos The Rape of the Lock (1717) beschrieb der englische Dichter Alexander Pope die Sylphen erstmals mit Insektenflügeln. Im Laufe des 18. Jahrhunderts kam es zu einer Vermischung der fairies mit Popes geflügelten sylphs. Für die Verbindung der beiden Wesen und die anschließende Popularisierung dieser neuen Vorstellung von geflügelten fairies waren vor allem die drei englischen Maler William Blake, Thomas Stothard und Johann Heinrich Füssli verantwortlich. Sie schufen Gemälde und Buchillustrationen mit sylphs und fairies, die sie mit naturalistisch-detailliert gemalten Insekten- und Fledermausflügeln darstellen. Gefederte Flügel blieben Engeln vorbehalten. Einflussreich wurden insbesondere Stothards Illustrationen zur 1797 erschienenen Auflage von Rape of the Lock. Hier stellte er die sylphs, die Pope in Anlehnung an Shakespeares fairies als winzige Menschen beschreibt, erstmals mit Schmetterlingsflügeln dar. Im 19. Jahrhundert wurden fairies in Gemälden, Literatur und Theateraufführungen schließlich standardmäßig mit Insektenflügeln dargestellt. Dass fairies Flügel tragen ist in Großbritannien heute eine weit verbreitete Vorstellung. Ebenfalls einen großen Einfluss auf die Vorstellung von den fairies hatte die Illustratorin Cicely Mary Barker (1895–1973) mit ihren ab den 1920ern erschienenen, sehr beliebt gewordenen Flower Fairies Bildbänden für Kinder. Darin werden fairies als Kinder mit Schmetterlings- und anderen Insektenflügeln dargestellt, die pflanzenhafte Kleidung tragen und sich in der Natur zwischen Pflanzen aufhalten. Auch die Assoziation von fairies mit der Natur geht letztlich auf Shakespeare zurück. Als Anspielung auf den ländlichen Charakter der Tradition hatte er fairies mit Namen wie Peaseblossom (Erbsenblüte) und Mustardseed (Senfkorn) auftreten lassen, die mit Pflanzenteilen und anderen Naturmaterialien umgehen.
Im 19. Jahrhundert beginnt die wissenschaftliche Beschäftigung mit fairies. Einerseits als volkskundliche Erforschung des Glaubens an diese Wesen und der Geschichten über sie, andererseits in einem naturwissenschaftlichen Streit um ihre Existenz. Anhaltendes öffentliches Interesse weckte die Kontroverse um die sogenannten Cottingley Fairies. Um ihre Eltern auszutricksen, hatten die damals zehn- und fünfzehnjährigen Mädchen Frances Griffiths und Elsie Wright 1917 im Dorf Cottingley Fotoaufnahmen von fairies produziert. Die Aufnahmen zeigen winzige, geflügelte Frauen die zwischen Pflanzen umhertanzen. Der Theosoph Edward Gardner sowie der Spiritist und berühmte Autor Arthur Conan Doyle wurden auf die Fotos aufmerksam und präsentierten sie 1920 der Öffentlichkeit als Beweise für die Existenz von fairies und anderen feinstofflichen Wesen. Der Streit um die Echtheit der Bilder wurde bis 1983 ausgetragen, als die beiden Frauen zugaben Papierfiguren fotografiert zu haben. An der Affäre um die cottingley fairies lässt sich erkennen, dass fairies seit dem 20. Jahrhundert weithin als winzige, geflügelte Frauen vorgestellt werden. Dies drückt sich auch in Sichtungsberichten aus. Während Flügel in älteren Berichten fast nicht vorkamen, beschreiben Menschen im 20. und 21. Jahrhundert die von ihnen angeblich gesehenen fairies häufig mit solchen.
In der Forschungsliteratur findet sich seit dem 19. Jahrhundert bis heute durchgehend die These, dass der Glaube an fairies früher stärker verbreitet gewesen wäre und nun in der jeweiligen Gegenwart der Autoren fast verschwunden sei. Die kanadische Volkskundlerin Sabina Magliocco hält dem Umfragen entgegen die zeigen, dass auch in der Gegwart viele Menschen an als fairies bezeichnete Wesen glauben oder deren Existenz zumindest für möglich halten. Der Glaube an fairies hängt dabei u. a. von der Subkultur der Befragten ab. In ihrer eigenen Umfrage unter Neopaganen im englischen Sprachraum gaben 57 % an, fairies selbst gesehen oder gespürt zu haben. Viele von ihnen erzählten Geschichten vom Kontakt mit diesen Wesen. Die fairies, die diese gegenwärtigen Neopagenen beschreiben, unterscheiden sich allerdings deutlich von denen der traditionellen englischen Überlieferung. Magliocco führt Ronald Huttons Studie über die Entwicklung der britischen fairies (s. o.) für das 19. und 20. Jahrhundert weiter und macht hier zwei tiefgreifende Veränderungen fest, die zu den von ihr aufgezeichneten, modernen Vorstellungen führten. Die erste Veränderung stellt die Idee dar, dass fairies als Freunde und Beschützer von Menschen auftreten, v. a. von Kindern. In der vormodernen Volksüberlieferung galten fairies oft als boshafte und gefährliche Wesen, die Kinder stehlen und Krankheiten bringen. In Büchern aus dem sog. Goldenen Zeitalter der Kinderliteratur (1860er–1920er) und deren Bearbeitungen in späteren Disneyfilmen wird ihnen stattdessen oft die Rolle als elternhafte Beschützer (z. b. die Feenpatinnen in Pinocchio und Cinderella (1950)) oder als kindliche Freunde (und sexuelle Fantasien, v. a. Tinkerbell in Peter Pan (1953)) zugewiesen. Die Verniedlichung der fairies zu Figuren der Kinderliteratur hatte ihren Ursprung in englischen Übersetzungen der französischen conte de fées Literatur (s. o.). Die zweite Veränderung betrifft die Vorstellungen, dass fairies Wächter der Natur seien. Sie werden nun als Naturgeister vorgestellt, die unter der fortschreitenden Umweltzerstörung leiden und die Menschen daher zum Umweltschutz animieren und ihnen beibringen können, wieder im Einklang mit der Natur zu leben. Auch diese Idee stammt aus der Kinderliteratur. Nicht nur Barkers flower fairies etablierten die Vorstellung von fairies als Naturgeistern. Als Kritik an der damaligen Industrialisierung und Urbanisierung wurden eine ganze Reihe von Geschichten verfasst, die davon erzählen wie die fairies durch die Umweltzerstörung aus England vertrieben werden und sich eine neue Heimat suchen müssen (bspw. Rudyard Kipling: Dymchur Flit, 1906; Andrew Lang und May Kendall: That Very Mab, 1885). Während fairies in vormodernen Traditionen als ambivalent bis schädlich galten und man meist versuchte ihnen aus dem Weg zu gehen, suchen die Neopaganen gezielt nach Kontakt mit ihnen, um sie als Freunde, Beschützer und Lehrer zu gewinnen. Magliocco bezeichnet diese Entwicklung als „die Zähmung der Feen“ („the Taming of the Fae“).

## Feen im deutschen Sprachraum

### Feien im Mittelalter
Ende des 12. Jahrhunderts wurde die französische höfische Dichtung um König Artus im deutschen Sprachraum übernommen und weiterentwickelt. Zu den Figuren der arturischen Welt gehört auch die weibliche fay (s. o.), die in die mittelhochdeutsche Dichtung als fei, feie oder feine übersetzt wird. So wurde etwa Morgan le Fay zur Feimurgân. Die Figur der Fee kam wohl aus älteren keltischen Erzählungen in die Artusepik, welche Elemente der mittelhochdeutschen Feenfigur noch darauf zurückgehen ist in der Forschung umstritten.
Neben den Frauenfiguren, die in den mittelalterlichen Texten explizit als fei o. Ä. bezeichnet werden, zählt die moderne Forschung auch solche Figuren zu den Feen, die zwar nicht so genannt wurden, aber Ähnlichkeiten mit ihnen aufweisen. Die Germanistin Michaela Wiesinger hat sechs „Feenmarker“ zusammengetragen, anhand derer „feenhafte Frauenfigur“ identifiziert werden können. Das erste Merkmal ist Magisches: Feen verfügen sowohl über magische Gegenstände und Zaubertränke, als auch über magische Fähigkeiten wie Hellsichtigkeit und Heilkunde. Zweitens Wunderbare Tiere und Figuren: Mit den Feen verbunden sind magische Tiere und Fabelwesen wie Drachen und Riesen. Das dritte Merkmal sind die Tabus: Als Teil der für die Feen typischen Marteneheerzählungen erlegen sie ihren ritterlichen Geliebten Tabus auf (s. o.). Viertens leben Feen in einer abgeschiedenen Behausung außerhalb der höfischen Welt, ihr oft anderweltlicher Aufenthaltsort kann vom Ritter häufig nur durch einen schwierigen Übertritt (descensus) erreicht werden. Fünftens sind Feen mit dem Element Wasser verbunden, sie tauchen an Quellen und Gewässern auf oder halten sich hinter einer Grenze aus Wasser auf, etwa jenseits eines Flusses oder auf einer Insel. Sechstens schließlich verfügen Feen über Feenboten, die beispielsweise ihre Nachrichten überbringen oder den Weg zu ihrem Aufenthaltsort weisen. Auch Frauen, die in einem mittelalterlichen Text explizit eine Fee genannt werden, erfüllen oft nicht alle diese Merkmale, während andererseits auch männliche Figuren zumindest einige Feenmarker besitzen können.
Die mittelhochdeutsche Dichtung endete um 1300, und mit ihr auch die Figur der Fee. Im deutschen Sprachraum besteht keine Kontinuität zwischen der Fee des Mittelalters und der Fee, die im 18. Jahrhundert erneut aus der französischen Literatur übernommenen wurde.

### Feen in der Neuzeit
Die französische conte de fées Literatur (s. o.) wurde auch in den deutschen Ländern beliebt und ab den 1760ern ins Deutsche übersetzt. Für dieses Genre wurde die Gattungsbezeichnung Feenmärchen erfunden und die Figur der fée als Fee eingedeutscht. Das Wort Fee stammt also aus der Literatur und kommt in Volkserzählungen des deutschen Sprachraumes nicht vor. Über diesen Einfluss der französischen Literatur gelangten die Feen in einige deutsche Märchentexte, etwa Dornröschen (KHM 50).
Das deutsche Feenmärchen durchlief die umgekehrte Entwicklung des französischen: Während in Frankreich aus Volkserzählungen höfische Literatur wurde, nähert sich das in Deutschland übernommene Genre den einheimischen Volkserzählungen an. Zentrale Autoren des frühen deutschen Feenmärchens (Christoph Martin Wieland, Christian August Vulpius u. a.) verfassten Geschichten mit aufklärerischer Intention; Wieland schrieb über die böse Fee Fanferlüsch. Ab den 1780er Jahren schrieben Autoren wie Wilhelm Christoph Günther Geschichten, die sich stärker der einheimischen Volksüberlieferung zuwandten. Die Gattung der deutschen Feenmärchen wurde im 19. Jahrhundert durch das romantische Kunstmärchen und Sammlungen von aufgezeichneten Volksmärchen verdrängt.